# Alp-Tigin (Ghazna)
Alp-Tigin oder Alp-Tegin (türkisch für „mutiger Prinz“; mit arabisch-persischen Buchstaben meist ألبتكين geschrieben; † ca. 963) war ein türkischstämmiger Militärsklave (Ghulam), der den Anstoß zur Gründung der Ghaznawiden-Dynastie gab.

## Leben
Das genaue Geburtsdatum Alp-Tigins ist unbekannt. Alp-Tigin war ein Militärsklave, der zunächst dem samanidischen Emir Ahmad b. Ismail gehörte und in dessen Leibgarde diente. Dessen Sohn Nasr b. Ahmad ließ ihn frei. In der Leibgarde stieg er zum Kommandeur der Leibwache (arab. hadschib al-huddschab) auf.
Als der junge Herrscher Abd al-Malik I. 954 inthronisiert wurde, war es Alp-Tigin, der anstelle des Emirs tatsächlich regierte. Der Wesir Abu Ali al-Balami verdankte Alp-Tigin seine Ernennung, deshalb wagte al-Balami es zunächst nicht, gegen Alp-Tigins Machtausübung zu intervenieren. Doch dann wechselte der Wesir in den Intrigen der rivalisierenden Gruppen im Umkreis des Emirs die Seiten. Um ihn aus der Hauptstadt zu entfernen, erhielt Alp-Tigin im Jahre 961 den Posten des Gouverneurs von Chorasan. Der nächste Emir, Mansur b. Nuh, gegen dessen Inthronisation Alp-Tigin opponiert hatte, enthob ihn seines Amtes.
Alp-Tigin zog sich nach Balch, einer Stadt im Norden des heutigen Afghanistans, zurück. Im Jahre 962 besiegte er eine Armee, die der samanidische Herrscher gegen ihn entsandt hatte. Er marschierte nach Ghazna, setzte dort die lokale Dynastie ab und gründete ein eigenes Reich mit Ghazna als Hauptstadt. Über sein Todesdatum geben die Quellen widersprüchliche Auskünfte.